# Augusta Borg
Augusta Borg, född 23 maj 1826 i Landskrona, död 13 september 1914 i Helsingborg, var en svensk målare och teckningslärare.  

## Biografi
Augusta Borg var dotter till skräddarmästaren Anders Borg och Anna Svensson samt syster till Fredrik Theodor Borg.
Hon studerade först konst i Köpenhamn, och när Konstakademien gav dispens för kvinnor att studera där sökte hon sig dit och blev kurskamrat med bland andra Bertha Valerius. Därefter följde studieresor till Italien och Paris. Hon var under flera år verksam som lärare i teckning och målning i Landskrona, Malmö, Helsingborg och vid flera olika skolor i Göteborg. Vid sidan av sitt arbete var hon verksam som konstnär, och drev även en egen rit- och målarskola. Hon var också fotograf, och öppnade en fotoateljé i Göteborg 1871. Hon medverkade i Göteborgs konstutställning 1888, där hon var representerad med ett damporträtt och målningen Nunna från S:t Vincent. 
Augusta Borg är representerad vid Göteborgs konstmuseum och Nationalmuseum.